# Goma Air
Goma Air (Гома Ейр) — невелика авіакомпанія в Непалі, що працює на внутрішніх авіалініях в західній частині країни.

## Історія
Goma Air почала свою діяльність у 2011 році з двома літаками укороченого зльоту і посадки Cessna 208B Grand Caravan. Восени 2014 року, за фінансової підтримки Чеського Експортного Банку авіакомпанія отримала новий літак Let L-410 Turbolet.

## Флот
Флот Goma Air (на 2014 рік) складається з:
- 2 літака Cessna 208B Grand Caravan
- 1 літак Let L-410 Turbolet

## Географія польотів
Goma Air виконує рейси в західних районах Непалу, базуючись в аеропортах СуркхетаСуркхета і Непалганджа. Станом на 2014 рік у списку пунктів призначення входять:
| Пункт призначення | Код (ІАТА) | Примітки |
| ----------------- | ---------- | -------- |
| Суркхет           | SKH        | хаб      |
| Непалгандж        | KEP        | хаб      |
| Баджханг          | BJH        |          |
| Баджура           | BJU        |          |
| Чаурджахарі       | RUK        |          |
| Джумла            | JUM        |          |
| Долпа             | DOP        |          |
| Мусікот           |            |          |
| Сімікот           | IMK        |          |
| Талча             | TAL        |          |

Авіакомпанія планує розширювати географію польотів, зокрема, анонсовані рейси в Джомсом і Лукла.